# デウスエクス
『デウスエクス』または『デウスエクス ヒューマン レボリューション』（Deus Ex: Human Revolution）は、アイドス・モントリオール制作、スクウェア・エニックス発売のステルスFPSゲーム。Deus Exシリーズの第3作目。『デウスエクス』は日本でPlayStation 3、Xbox 360用ソフトとして発売された際の邦題で、シリーズ第1作目の『Deus Ex』とは異なる。

## 解説
Deus Exシリーズの第3作目で、サブタイトルの意味は「人間革命」。サイボーグ技術「オーグメンテーション(Augmentation、人体拡張技術)」が導入されつつある2027年の世界を舞台に、何者かの襲撃を受けてサイボーグ化したセキュリティの専門家が雇い主を襲った犯人を突き止める内容となっている。
開発にあたり、本作の制作チームは生体工学の専門家であるウィル・ローゼリーニを顧問に迎えた。

## 登場人物
アダム・ジェンセン
日本語版声優 - 安元洋貴
本作の主人公。
任務中の事件の引責という形でSWATを去った過去を持つ。退職後、元恋人であるミーガンの勧めを受け、彼女の勤務先であるサリフ・インダストリーのセキュリティ部門に就職した。
サリフ・インダストリー社長の特命任務中、何者かの襲撃によって瀕死の重傷を受けるも、自分の意思とは無関係にサリフ・インダストリーが有する最新の技術を用いられたオーグメンテーションを全身に施され、サイボーグとして蘇生した。
ミーガン・リード
日本語版声優 - 園崎未恵
人体機能の拡張に詳しい神経学者で、サリフ・インダストリーのあるプロジェクトでは研究主任を務めていた。研究熱心なあまり、恋人だったアダムと別れた過去を持つ。
サリフ・インダストリーの研究発表会当日にアダムとともに何者かの襲撃を受け、死亡する。
デヴィッド・サリフ
日本語版声優 - 池田秀一
サリフ・インダストリーの創設者兼CEO。
オーグメンテーションが人類の発展を促すと考えており、自身も右腕と脳の一部を機械に置き換えている。
正義感は強く、守るもののために戦いに身を投じることも辞さない人物。
エリザ・カッサン
日本語版声優 - 釘宮理恵
多国籍メディア、バイカス・コミュニケーション・グループが放映する「バイカス・ニュースネットワーク」のニュースキャスター。
広い人脈と強大な発言力を持つ一方、経歴は謎に包まれている。

ヒュー・ダロウ
日本語版声優 - 小林清志
オーグメンテーションの発案者にして、ダロウ・インダストリー創設者。片足を失っているが、オーグメンテーションを施すことなく従来の義肢と杖を用いている。
ウィリアム・"ビル"・タガート
日本語版声優 - 清川元夢
オーグメンテーション廃止活動を進める心理学者。
「人間の身体は神聖なものである故に手を加えてはならない」という思想と、「野放しにされた進化は人間を堕落させ、テクノロジーの暴走によって破滅へと陥る」という考えをもっている。その一方、彼が創設した反オーグメンテーション団体「ヒューマニティ・フロント」は、裏で非合法活動の支援を行っているのではないかという疑いをもたれている。
フランク・プリチャード
日本語版声優 - 諏訪部順一
サリフ・インダストリーのサイバー防衛システムの開発者。
ミーガンら多数の科学者を失った襲撃事件の責任はアダムにもあると考えており、アダムに対して冷たくしていたが、事件の真相を突き止めるためにアダムを支えることに。
チャオ・ユンルー
日本語版声優 - 田中敦子
中国のヘンシャ島に拠点を置く多国籍バイオテクノロジー企業、タイヨン・メディカルのCEO。
中国人民解放軍と協力して傷痍軍人へのオーグメント供給で台頭し、オーグメンテーション産業の独占を企む。

### 傭兵集団
サリフ・インダストリー襲撃犯と思われる、サイボーグ傭兵集団。
ローレンス・バレット
日本語版声優 - 玄田哲章
大柄の白人男性。右腕がガトリングガンに変形するオーグメンテーションを施されている。
エレーナ・フェドロワ
日本語版声優 - 甲斐田裕子
モヒカンのような髪形をした黒人女性。オーグメンテーションにより自身の姿を消すことが出来る。
ジャロン・ナミール
日本語版声優 - 大西健晴
傭兵集団のリーダー格の男。フェドロワと同様に自身の姿を消すことが出来る。アダムを瀕死の重傷に追いやった張本人。

## 用語
オーグメンテーション
ダロウがロボット工学等の既存の技術から編み出した人体拡張技術。手足や内臓といった人体の部位を置き換える形で施される。従来の義肢と違い、生身以上のパフォーマンスを発揮できるだけでなく、武器を内蔵したり特殊な機能を発動したりできるようになる。また、オーグメンテーションを施された人を「オーグ」と呼んでいる。
事故や戦争によって体の一部を欠損した人にとっては元の状態に戻ることができるようになる反面、単純な人体改造目的で施す人もいることから、生身の人間から畏怖や劣等感をもたれるようになっている。また、本来オーグメンテーションは人体にとって異物であり、免疫機構による拒絶反応を抑制するために定期的に使用する薬品「ニューロポジン」が欠かせないが、これを買う費用を用意できず破綻したり、拒絶反応によって死亡したりする人が出ており、社会問題化している。
本作より25年後の第1作『Deus Ex』においては「メカニカル・オーグメンテーション」と呼ばれており、同作主人公らに施された最新の「ナノ・オーグメンテーション」とは区別されている。

## 評価
4Gamer.netのコラムニストのジェリー・チュウは、本作のストーリーを「予言」とし、「テクノロジーの存在意義を問う内容になっており、RPGとしても、SF作品としても素晴らしい」と評した。